# Vympel R-33
Vympel R-33 (v kódu NATO: "AA-9 Amos") je protiletadlová střela dlouhého dosahu s poloaktivním radarovým naváděním. Je určena k ničení bombardérů, průzkumných letadel, raket s plochou dráhou letu a letadel AWACS. R-33 byla první sovětskou raketou vybavenou vestavěným digitálním počítačem.
Je schopna provozu za všech povětrnostních podmínek a také v prostředí silného rušení.

## Vznik a vývoj
Vývojem a zaváděním nízkoletících bombardérů (typy FB-111A a B-1A) do amerického letectva vznikla pro Sovětský svaz nová hrozba, na kterou nedokázali reagovat tehdejšími prostředky. Letadla Tu-128 a MiG-25 byla totiž určena k likvidaci letadel ve vysokých letových hladinách a nebyla vybavena raketami schopnými zasahovat nízkoletící cíle. Z toho důvodu začali sovětští konstruktéři pracovat nejen na vývoji nového MiGu-31, ale i na modernější protiletadlové střele.
Zpracováním projektu takto výkonné protiletadlové řízené střely byly pověřeny hned dvě konstrukční kanceláře, a to konstrukční kancelář Vympel a PKPK Minaviaproma M.R. Bisnovata. Vítězným se přitom stal návrh konstrukční kanceláře Vympel v podobě typu K-33. Vývoj zpočátku probíhal pod dohledem hlavního konstruktéra V. V. Žuravleva a později ho vedl J. K. Zacharov.
Původně měla být raketa K-33 do zbraňového systému MiGu-31 zavedena hned ve čtyřech modifikacích, z nichž jedna počítala s poloaktivní radiolokační, druhá s aktivní radiolokační, třetí s pasivní infračervenou a čtvrtá s kombinovanou pasivní IČ a poloaktivní radiolokační samonaváděcí soustavou. Nakonec se tato zbraň dočkala realizace pouze v jedné verzi vybavené poloaktivní samonaváděcí hlavicí, která spolupracovala s palubním radiolokátorem Zaslon. Ten disponoval na svou dobu moderní pevnou anténou s fázovanou mřížkou a digitálním vychylováním paprskem. Díky tomu tento typ radaru dokázal střely typu K-33 navádět hned na čtyři vzdušné cíle zároveň.
První střelecké testy byly provedeny na letadle Tu-104 a následně na prototypu Je-155MP, co už probíhalo v reálných výškách a při reálných rychlostech. Testování rakety probíhalo v letech 1975 až 1980, přičemž první sestřel bezpilotního letounu MiG-17 se uskutečnil 26. března 1976. Střela byla zařazena do výzbroje stíhaček MiG-31 dne 6. května 1981 pod názvem R-33.

## Konstrukce a vlastnosti
R-33 má na dnešní dobu již klasické uspořádání. V přední části se nachází poloaktivní radarový naváděcí systém, za kterým je bezkontaktní rádiový, ale i kontaktní elektromechanický zapalovač. Následuje zařízení autopilota a vysoce výbušná bojová hlavice o hmotnosti 47 kg. V zadní části je pohonná jednotka na pevná paliva. Raketa je dlouhá 4,15 m a váží 490 kg. Za dlouhými nosnými plochami v polovině trupu následují čtyři ovládací plochy v zadní části rakety, které jsou sklopné kvůli lepšímu umístění pod trupem letadla. Trup střely má průměr 38 cm a rozpětí zadních ovládacích ploch je 1,18 m.
Střela je schopná ničit nepřátelské letouny manévrující s přetížením 4 g s pravděpodobností 60–80 %. Byla vyvinuta pro letadlo MiG-31, které může nést na závěsníky AKU-33 až 4 rakety tohoto typu. MiG-31 dokáže navádět tyto střely současně na 4 cíle nacházející se v různých výškách. R-33 je schopna zasáhnout jednak nízkoletící cíle ve výškách 25–50 m nad zemí, ale i cíle ve vysokých letových hladinách až do nadmořské výšky 28 000 m. Raketa má maximální rychlost Mach 4,5 a může tak likvidovat cíle letící až rychlostí 3 700 km/h.
V počáteční fázi letu přibližně do vzdálenosti 100 km od MiGu-31 je navedení inerciální s povelovou korekcí pomocí datalinku, v závěrečné fázi je raketa naváděná poloaktivním radarovým systémem.

## Varianty
- R-33 (AA-9A Amos A) – počáteční produkční verze zavedená v roce 1981
- R-33E – exportní verze
- R-33S (AA-9B Amos B) – modernizovaná R-33S prodlouženým dosahem, která byla zavedena v roce 1999

## Uživatelé
- Kazachstán
- Rusko